# Ememem
Ememem est le pseudonyme d'un artiste connu depuis 2016 pour son art urbain qu'il baptise le « flacking »,,. Sa technique low-tech est reprise par d'autres artistes dans le monde et le terme de flacking s'est imposé pour désigner cette branche du street art œuvrant à la réparation des trottoirs.

## Présentation
Ememem baptise ses œuvres des « flacks », mot qu'il dérive du mot flaque en français, ou « pansements pour trottoir ». Il les crée en composant des œuvres en carreaux de céramique et mosaïque insérées sur-mesure dans les nids-de-poule et les fissures de l'espace public.
On trouve ses œuvres principalement à Lyon, d'où il est originaire, mais aussi dans les rues de Paris, Amiens, Sète, Turin et Milan, Barcelone et Madrid, Stavanger et Hamar (Norvège), Aberdeen (Écosse), Carlow (Irlande), Leipzig (Allemagne),, et enfin Chicago et New York depuis 2024.
En 2021, Ememem parraine des évènements culturels comme la première édition du festival Art en Zone à Laverune (France). Il est également présenté lors de l'évènement Ceramics NOW 2021,, dont les commissaires d'exposition sont Raphaëlla Riboud-Seydoux et Florian Daguet-Bresson à la Galerie Italienne à Paris. À cette occasion, il crée spécialement un flacking au niveau du passage piéton du 15 rue du Louvre.
Il est aussi présenté en septembre 2021 lors de Art Paris 2021. 
En 2023, Vinci Immobilier commande une œuvre pour le village des Athlètes pour les JO de Paris 2024. L'œuvre sera intégrée au programme Bokken recevant les délégations internationales. 
En 2024, il crée un médaillon pour le Natural Play Park de la ville de Normal, Illinois, à la demande de la Fondation Jobson. 

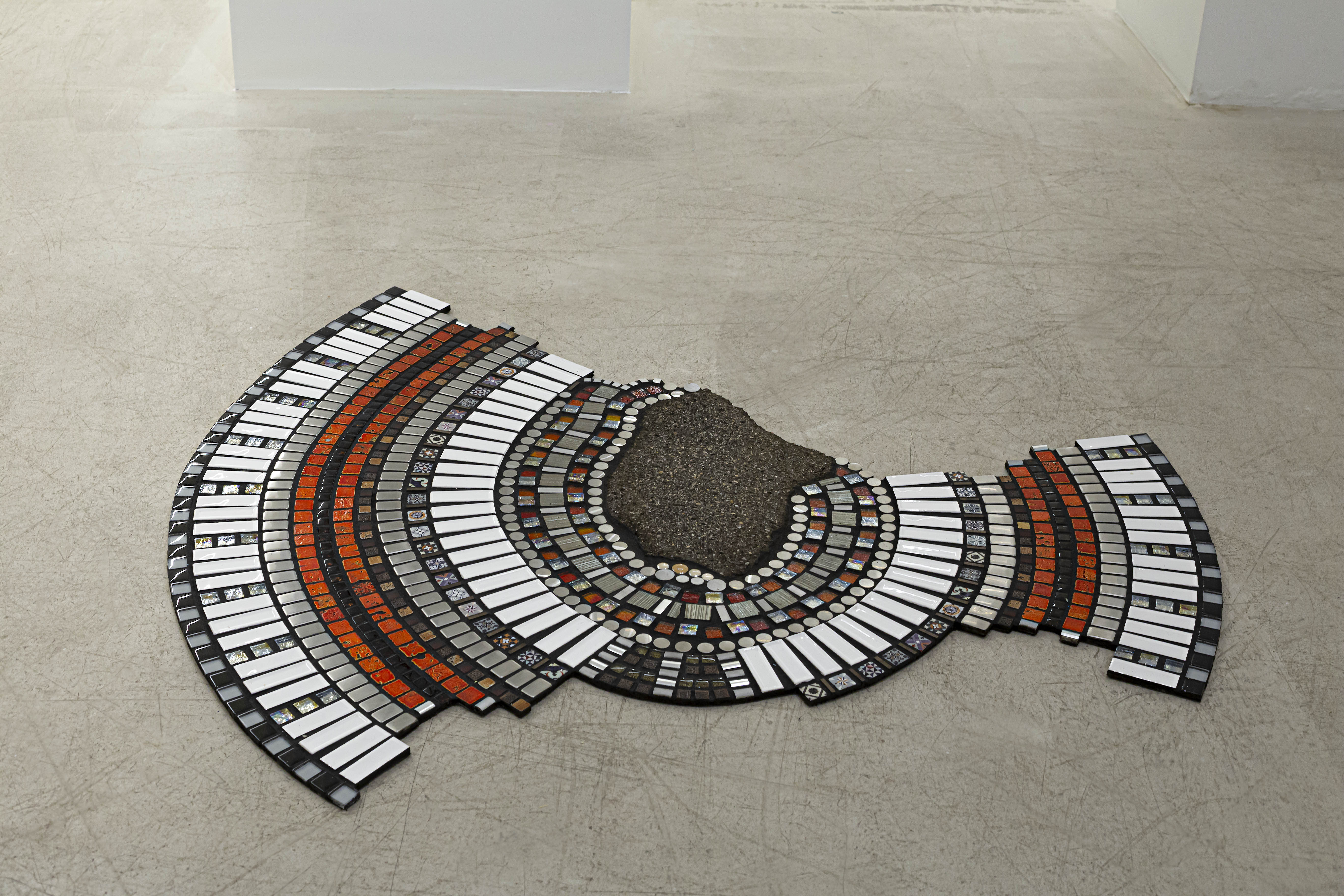
Sans-titre Ememem 2021 pour Ceramics NOW.
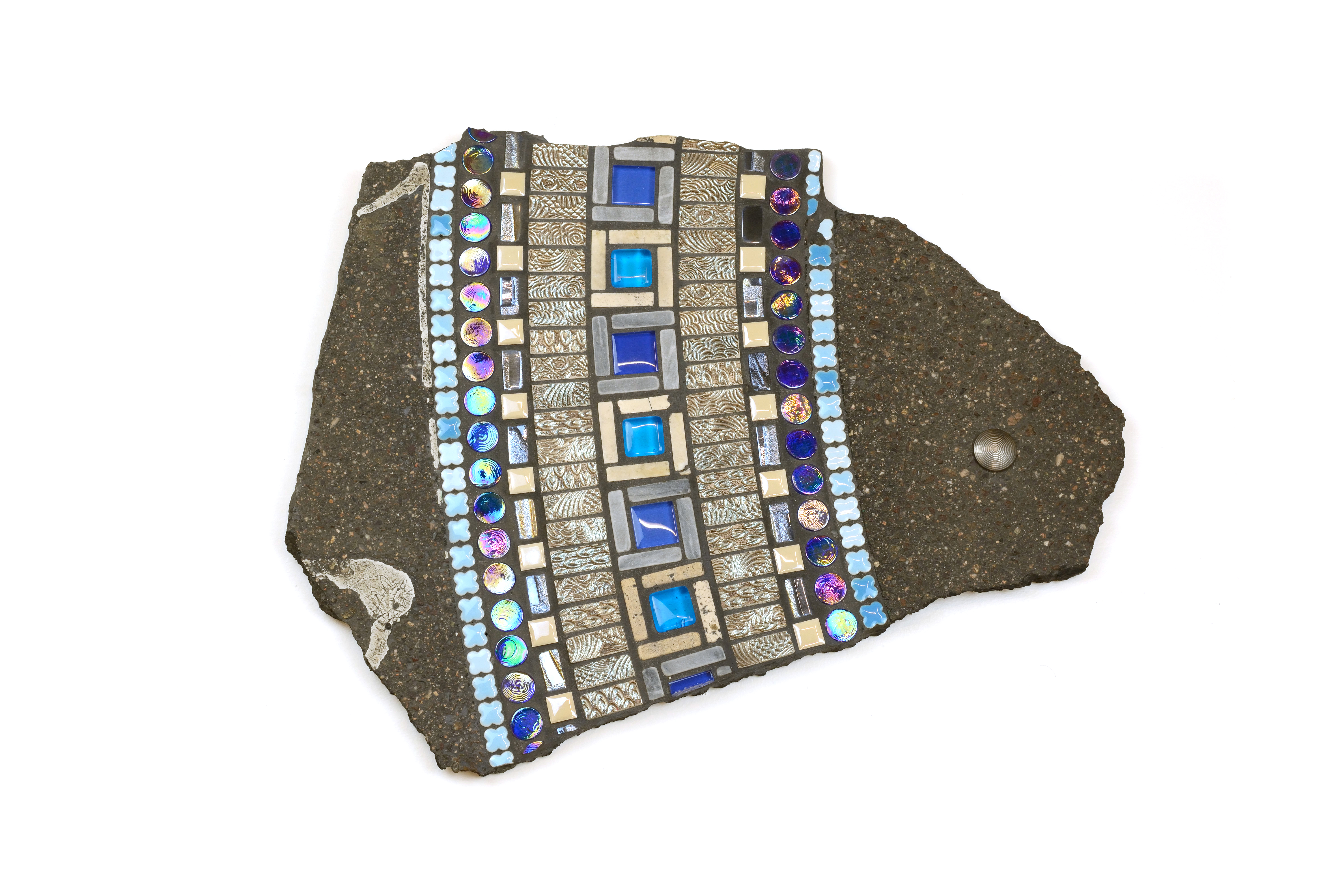
Lost Foch - Ememem 2021, œuvre murale présentée lors de l'évènement Ceramics NOW.
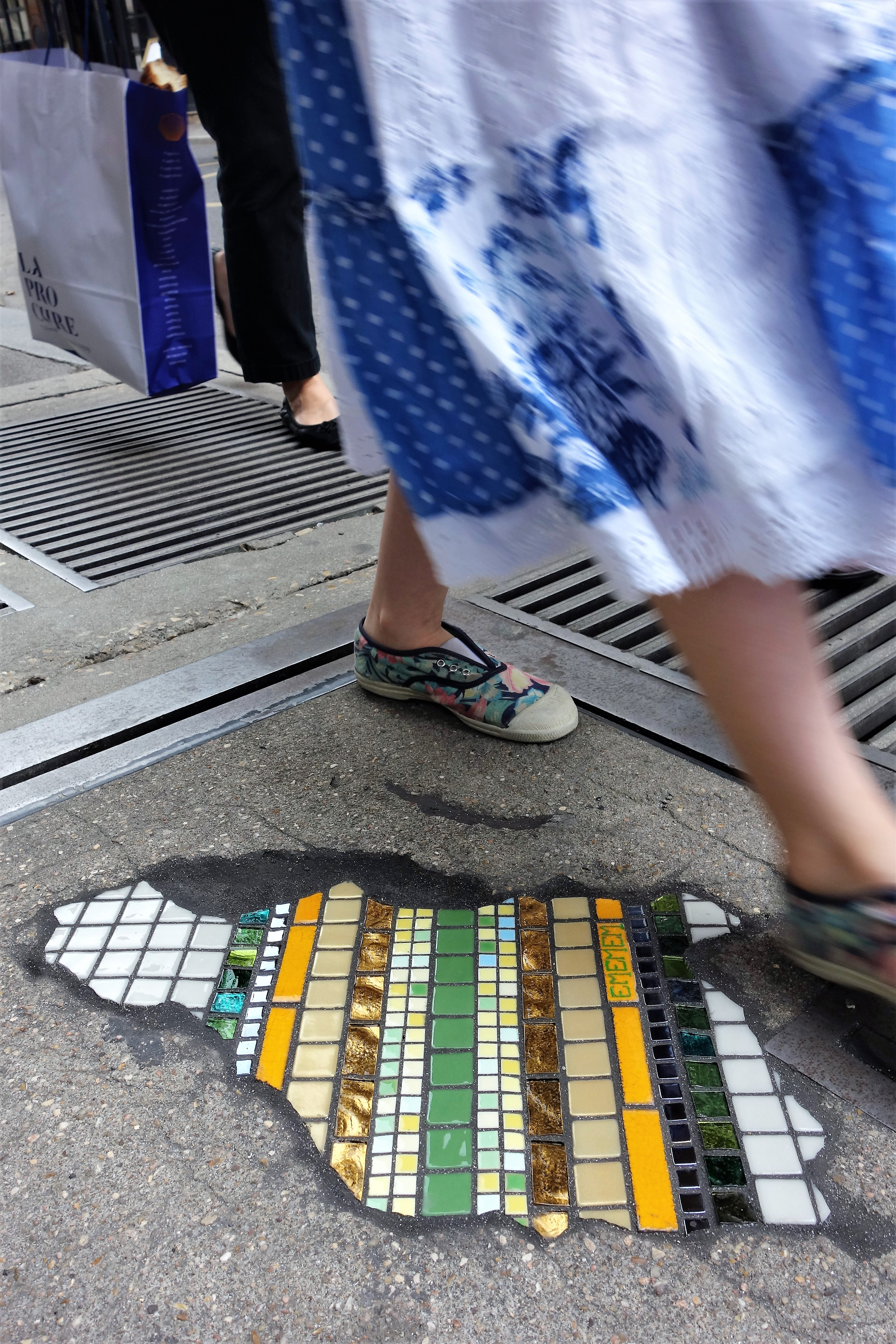
Paris 2020.
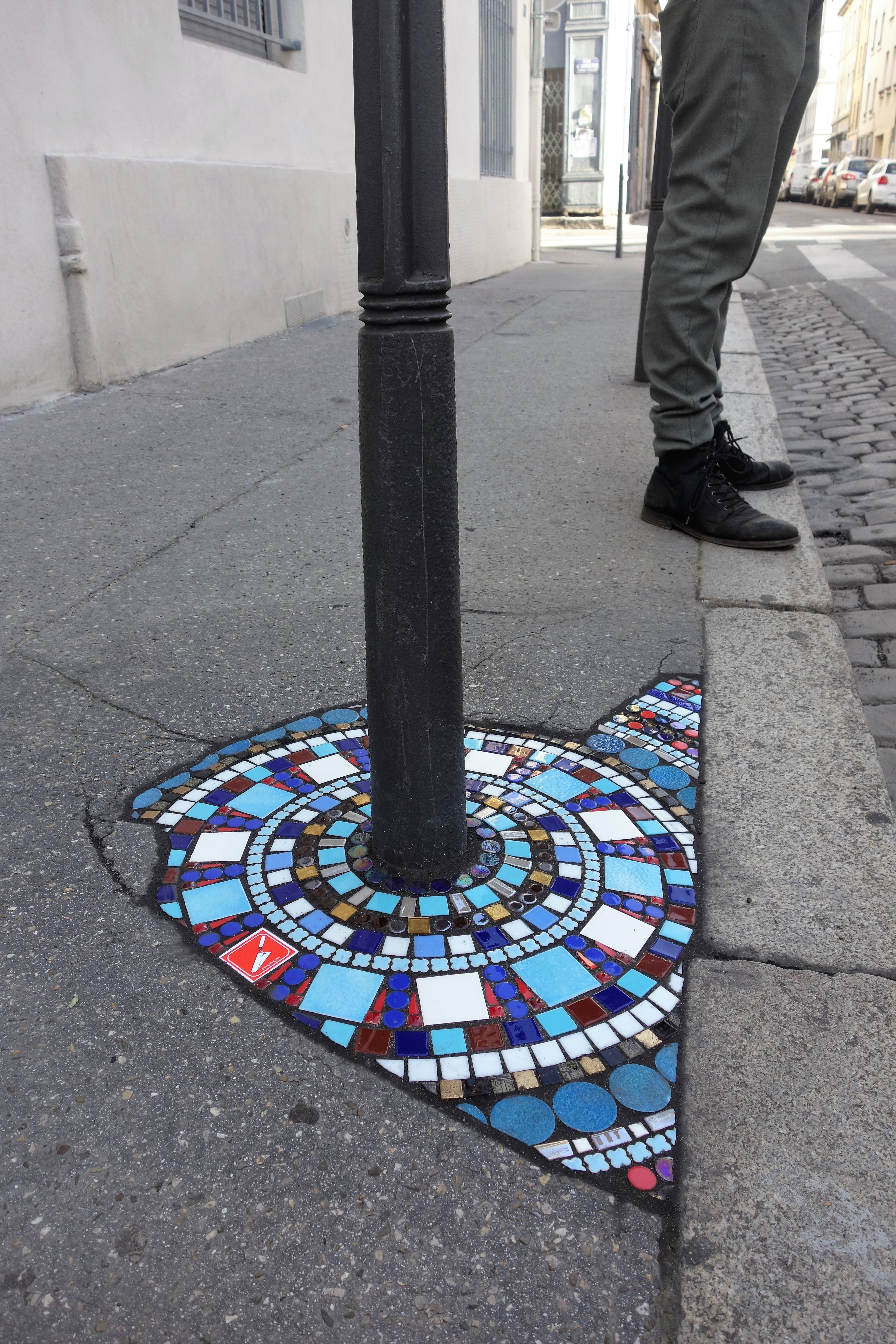
Lyon (2021).
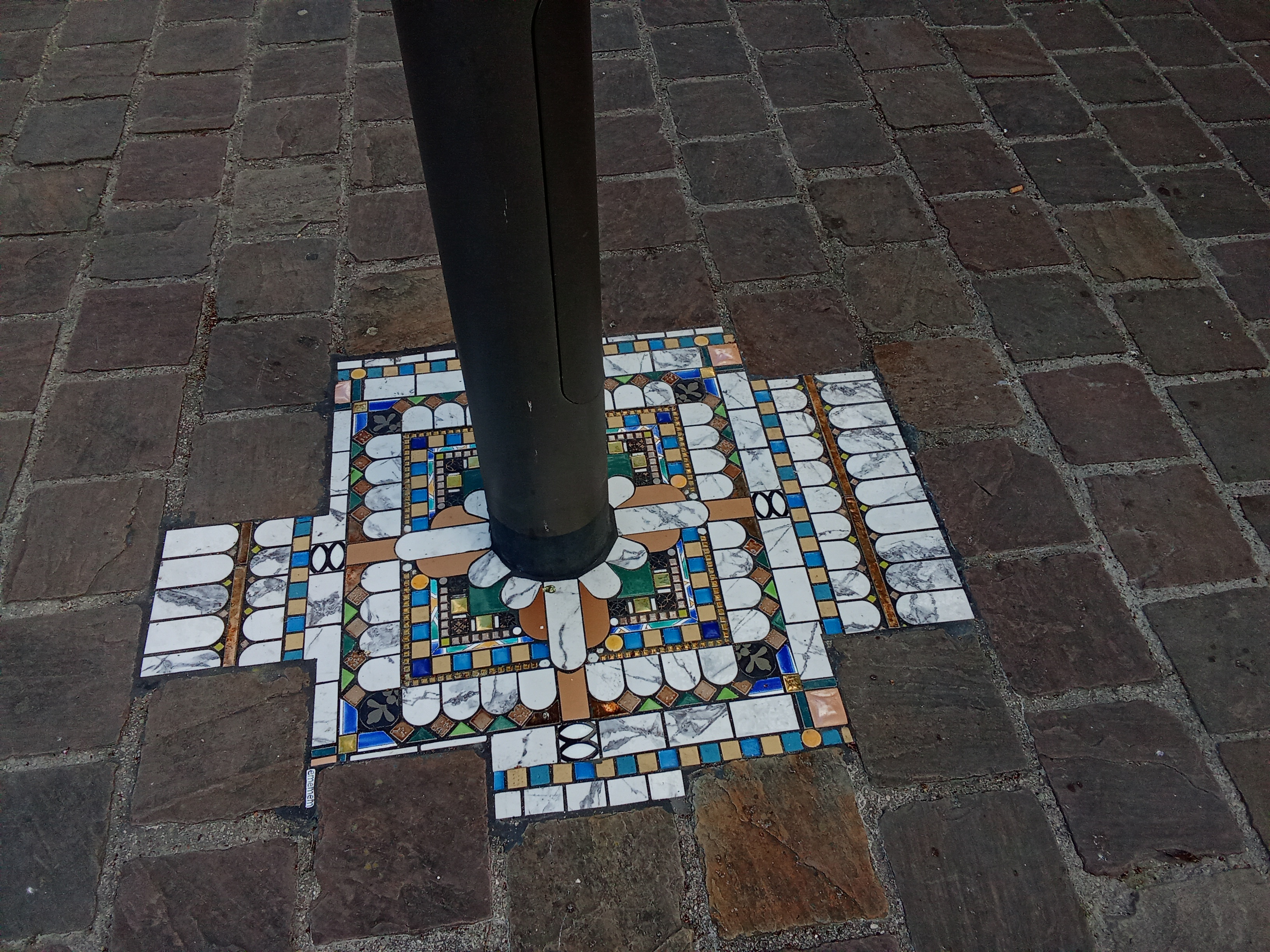
Pour les 100 ans de l'art déco à Reims.

### Pages connexes
- Art urbain
- Mosaïque